# (7818) Мьюирхед
(7818) Мьюирхед (лат. Muirhead) — астероид, относящийся к группе астероидов пересекающих орбиту Марса. Он был открыт 19 августа 1990 года американским астрономом Элеанор Хелин в Паломарской обсерватории и назван в честь Брайана К. Мьюирхеда, одного из руководителей миссии «Патфайндер».

Орбита астероида Мьюирхед и его положение в Солнечной системе